# Redari
I redari furono un gruppo etnico di origine slava presente nella regione del Meclemburgo, nel nord della Germania, a far data dal VI secolo. Fecero parte, insieme ai Circipani, ai Tollensani e ai Chizzini, dellas federazione dei Liutici.

## Storia
Giunti non si sa da quale regione, vennero poi sottomessi, assieme agli obodriti, dal re Enrico I l'Uccellatore a seguito della battaglia di Lenzen. Furono obbligati a convertirsi al cristianesimo, ma dopo essersi rivoltati contro il conquistatore ripresero a professare il paganesimo. Ritornarono ad essere tributari di Enrico XII di Baviera verso la metà del XII secolo e successivamente si perse ogni loro traccia.